# Československá obchodní banka
Československá obchodní banka (z cz. „Czechosłowacki Bank Handlowy”) – bank operujący na Słowacji i Czechach. Posiada odpowiednio 200 tysięcy i 3 miliony klientów.